# Marie-Louise-Françoise de Pont-Wullyamoz
Pour les articles homonymes, voir Burnand (homonymie).
Marie-Louise-Françoise de Pont-Wullyamoz (née Louise Burnand en 1751 à Lucens, morte à Vienne en 1814), est un écrivain et une poétesse suisse.

## Biographie
Cette fille du pasteur Barthélemy Burnand épouse à 22 ans un capitaine des gardes suisses, Jean-Isaac Wullyamoz, en poste à Paris. De par le métier de son mari, elle est en contact avec la cour et est impressionnée par la noblesse et ses fastes. À 39 ans, elle perd son époux, avec qui elle a eu un fils Alphonse, alors âgé de 3 ans. Elle rêve de tailler pour ce dernier un quartier de noblesse. Faisant des recherches dans les documents de la famille, elle y trouve, ou prétend y trouver, selon les sources, un ancêtre issu de la famille des Sires de Pont qui régnaient sur Vevey au XIIIe siècle. Dès lors elle se prétend « baronne de Pont-Wullyamoz ».
Déjà du vivant de son mari, elle se passionne pour l'histoire relatant les faits de la noblesse dans une vision très romanesque et sentimentale. Son premier roman historique paru en 1788 raconte la vie de Charles de Navarre, prince de Viane. Elle collabore entre 1793 et 1798 au Journal littéraire de Lausanne. Ses chroniques, publiées pour la plupart sous forme de feuilletons, seront rassemblées dans plusieurs volumes entre 1795 et 1806. Elle bénéficie de l'appui de personnalités de premier plan, comme le doyen Philippe-Sirice Bridel qui lui fournit une partie de l'information de base, et, pour la publication à Paris de son ouvrage, sur l'appui de son parent Philipp Albert Stapfer, ministre des sciences et des arts du Directoire helvétique. So œuvre est aujourd'hui oubliée, mais ses Anecdotes tirées de l'histoire et des chroniques suisses sont un bon exemple du genre littéraire à la mode à la fin du XVIIIe siècle.
Lorsque survient la Révolution, la « baronne », convertie au catholicisme, se réfugie en Autriche, à Vienne, sans doute à cause de son admiration pour Marie-Antoinette. En 1805, elle parvient à faire admettre son fils à l’école des pages, alors que seuls les enfants de la noblesse peuvent y prétendre. Avant son décès en 1814, elle aura la satisfaction de voir son fils nommé chambellan de la cour.
Alphonse de Pont-Wullyamoz continuera d'ailleurs une belle carrière après le décès de sa mère, comme secrétaire privé du prince de Metternich. Il sera ensuite nommé baron par l’empereur d’Autriche.

## Œuvres
- Anecdotes tirées de l'histoire et des chroniques suisses, Marie-Louise-Françoise de Pont-Wullyamoz, née Burnand, Lausanne : 1796. (OCLC 78980886)
- Nouvelles anecdotes suisses; par l'auteur des premières, de Marie-Louise-Françoise de Pont-Wullyamoz, née Burnand, Brunswick : 1802. (OCLC 78599273)